# Toma de decisiones

Ejemplo de un diagrama de flujo que representa la toma de decisiones para agregar un nuevo artículo a Wikipedia.

La toma de decisiones es el proceso mediante el cual se realiza una elección entre diferentes opciones o formas posibles para resolver diferentes situaciones en la vida en diferentes contextos: empresarial, laboral, económico, familiar, personal, social, etc. La toma de decisiones consiste, básicamente, en elegir una opción entre las disponibles, a los efectos de resolver un problema actual o potencial.

## Características
La toma de decisiones a nivel individual se caracteriza por el hecho de que una persona haga uso de su razonamiento y pensamiento para elegir una alternativa de solución frente a un problema determinado; es decir, como si una persona tiene un problema, deberá ser capaz de resolverlo individualmente tomando decisiones con ese específico motivo. También, las tomas de decisiones es considerada como una de las etapas de la dirección. 
Archivo:Etapas de la dirección.png|thumb|308x308px|Etapas de dirección: Toma de decisiones.]]
En la toma de decisiones importa la elección de un camino a seguir, por lo que en un estado anterior deben evaluarse alternativas de acción. Si estas últimas no están presentes, no existirá decisión. Para tomar una decisión, cual sea su naturaleza, es necesario conocer, comprender y analizar un problema, para así poder darle una solución. En algunos casos, por ser tan simples y cotidianos, este proceso se realiza de forma implícita y se soluciona muy rápidamente, pero existen otros casos en los cuales las consecuencias de una mala o buena elección pueden tener repercusiones en la vida y si es en un contexto laboral en el éxito o fracaso de la organización, para los cuales es necesario realizar un proceso más estructurado que puede dar más seguridad e información para resolver el problema.

## Clasificación de las decisiones
Las decisiones se pueden clasificar teniendo en cuenta diferentes aspectos, como lo es la frecuencia con la que se presentan. Se clasifican en cuanto a las circunstancias que afrontan estas decisiones sea cual sea la situación para decidir y cómo decidir.
- Decisiones programadas:

Son aquellas que se toman frecuentemente, es decir son repetitivas y se convierte en una rutina tomarlas; como el tipo de problemas que resuelve y se presentan con cierta regularidad ya que se tiene un método bien establecido de solución y por lo tanto ya se conocen los pasos para abordar este tipo de problemas, por esta razón, también se las llama decisiones estructuradas. La persona que toma este tipo de decisión no tiene la necesidad de diseñar ninguna solución, sino que simplemente se rige por la que se ha seguido anteriormente.
Las decisiones programadas se toman de acuerdo con políticas, procedimientos o reglas escritas o no escritas, que facilitan la toma de decisiones en situaciones recurrentes porque limitan o excluyen otras opciones.
Por ejemplo, los gerentes rara vez tienen que preocuparse por el ramo salarial de un empleado recién contratado porque, por regla general, las organizaciones cuentan con una escala de sueldos y salarios para todos los puestos. Existen procedimientos rutinarios para tratar problemas rutinarios.
Las decisiones programadas se usan para abordar problemas recurrentes. Sean complejos o simples. Si un problema es recurrente y si los elementos que lo componen se pueden definir, pronosticar y analizar, entonces puede ser candidato para una decisión programada. Por ejemplo, las decisiones en cuanto a la cantidad de un producto dado que se llevará en inventario puede entrañar la búsqueda de muchos datos y pronósticos, pero un análisis detenido de los elementos del problema puede producir una serie de decisiones rutinarias y programadas. En el caso de Nike, comprar tiempo de publicidad en televisión es una decisión programada.
En cierta medida, las decisiones programadas limitan nuestra libertad, porque la persona tiene menos espacio para decidir qué hacer. No obstante, el propósito real de las decisiones programadas es liberarnos. Las políticas, las reglas o los procedimientos que usamos para tomar decisiones programadas nos ahorran tiempo, permitiéndonos con ello dedicar atención a otras actividades más importantes. Por ejemplo, decidir cómo manejar las quejas de los clientes en forma individual resultaría muy caro y requeriría mucho tiempo, mientras que una política que dice “se dará un plazo de 14 días para los cambios de cualquier compra” simplifica mucho las cosas. Así pues, el representante de servicios a clientes tendrá más tiempo para resolver asuntos más espinosos.
- Decisiones no programadas:

También denominadas no estructuradas, son decisiones que se toman ante problemas o situaciones que se presentan con poca frecuencia, o aquellas que necesitan de un modelo o proceso específico de solución, por ejemplo: “Lanzamiento de un nuevo producto al mercado”, en este tipo de decisiones es necesario seguir un modelo de toma de decisión para generar una solución específica para este problema en concreto.
Las decisiones no programadas abordan problemas poco frecuentes o excepcionales. Si un problema no se ha presentado con la frecuencia suficiente como para que lo cubra una política o si resulta tan importante que merece trato especial, deberá ser manejado como una decisión no programada. Problemas como asignar los recursos de una organización, qué hacer con una línea de producción que fracasó, cómo mejorar las relaciones con la comunidad –de hecho, los problemas más importantes que enfrentará el gerente –, normalmente, requerirán decisiones no programadas.

## Indecisión
La indecisión se define como una falta de determinación ante una situación, es inseguridad, falta de carácter o valor. Es un trastorno que destruye la seguridad y que se vuelve un problema a la hora de decidir, es la incapacidad de elegir entre dos o más opciones, como por ejemplo, decidir qué ropa usar, qué menú escoger en un restaurante o simplemente decir no a lo que no se quiere hacer, todo ello por la falta de confianza en sí mismo.
Se puede considerar a la indecisión como falta de autonomía, que impide a un individuo tomar una decisión, elegir algún camino entre varios, o resolver alguna problemática.
La ‘’indecisión’’ provoca hacer juicios prematuros sin tener la suficiente información requerida para procesarlo y agregando un valor ético y moral, muchas veces son inconscientes.
Al preocuparse de problemas que no están a nuestro alcance o que no podemos resolver, sólo podemos observar nuestra falta de capacidad, por lo cual entramos en bloqueos emocionales y conflictos para toma de decisiones. Teniendo en cuenta que lo más común para llegar a un bloqueo, son los miedos.
Dr. Jeffrey Z. Rubín (1986) identificó algunos factores que entorpecen la toma de decisiones:
- Desconectarnos de nuestros sentimientos, crearse dudas, desconfiar de nuestras capacidades, baja autoestima, exageración del propio punto de vista, ser dependiente, tomar decisiones bajo presión y evadir la toma de decisiones.

- Es importante considerar que al momento de tomar decisiones, es necesario no involucrarse de manera personal en la situación presentada y de tratar de tomar una postura imparcial o neutra, así como ver desde distintos puntos la situación, para poder buscar una solución viable y adecuada a la vivencia de cada persona.

- También es importante destacar las propias motivaciones, para lograr lo que se desea, encontrando opciones nuevas. Brindándonos cierta libertad, que hará de este proceso de decisión, una posibilidad creativa, de probar diferentes posibilidades a partir de las cuales puedan abrir paso a nuevas alternativas.

### Etapa de mayor frecuencia
Según los estudios aportan que las etapas más frecuentes de indecisiones son la preadolescencia y la adolescencia como tal, son etapas difíciles en las cuales a los jóvenes les cuesta trabajo decidir en los varios aspectos de su vida; los elementos que tal vez influyen son miedo, enojo, apatía, etc.
La preadolescencia y la adolescencia son complicadas porque se quiere dejar de ser niño pero, a la vez, seguirlo siendo y empezar a ser adulto, pero se teme serlo. Es la indecisión de “¿soy niño o soy adulto?”, “¿Quién soy?”.
Aunque cabe mencionar que a lo largo de nuestra vida el tomar decisiones es todo un reto ¿Cuántas veces no hemos estado indecisos, y cuando llegamos a una respuesta nos damos cuenta de que no era tan complicado como parecía?.
Entonces como conclusión podemos decir que las indecisiones siempre estarán presentes a lo largo de nuestras vidas, pero no con tanta fuerza como en la preadolescencia y la adolescencia.

### Causa
Algunas de las causas pueden ser, que la falta de confianza en las habilidades propias para resolver problemas venga desde el seno familiar, es decir, que dado en un ambiente familiar autoritario hace que los hijos no tengan un desarrollo personal óptimo, por lo que llegan a la edad adulta sin saber tomar decisiones, lo mismo pasa en un ambiente sobre protector donde prácticamente le resuelven la vida a los hijos, afectando su propia madurez.
La poca capacidad para tomar decisiones es uno de los problemas que más inconvenientes causan a la hora del desarrollo personal y profesional.
“El temor de tomar el camino incorrecto es muchas veces el causante para que no se enfrenten las elecciones y siempre se deriven a otra persona que debe ejercer esa responsabilidad.
Tomar decisiones es un aprendizaje que mucho tiene que ver con la propia seguridad y la confianza en uno mismo, nada tiene que ver con acertar en lo que se decida hacer o no hacer. “Todos nos equivocamos, hay que perder el miedo a errar para poder elegir sin temores y así poder tomar decisiones, ya sean buenas o malas”.
El indeciso es la persona que no se decide a ejecutar una acción, ni a seleccionar una estrategia no se orienta a un determinado rumbo renunciando a otros, no se atreve a solucionar problemas. Cada decisión nos compromete y en última instancia lo que el indeciso teme es al compromiso, no está dispuesto a pagar por el costo de sus decisiones, no quiere asumir el riesgo de perder.
Hay a los que les cuesta elegir porque son personalidades inseguras y perfeccionistas y los que exageradamente no pueden tomar alguna decisión por más pequeña que sea. La magnitud de la indecisión adquiere su mayor medida cuando la persona se siente seriamente abrumada por la más mínima elección que tiene que hacer, generalmente por el temor obsesivo a equivocarse, este trastorno también incluye en muchos casos un estado de extrañamiento que les da la sensación de estar siendo dominado por otro. Este sentimiento de sometimiento a la voluntad de otro entorpece su forma de hablar, sus pensamientos, sus ideas, la identidad, como defensa estas personas pueden vivir apuradas, comer y hablar rápido.

## Análisis de la indecisión
Generalmente, escondemos nuestras emociones, sentimientos, anhelos, inquietudes tras la máscara de la represión con la que nos obligamos a tomar la decisión más costosa, que es el no tomar una decisión, para así simular que no somos responsables de las consecuencias y eludimos el efecto creado, si es negativo el resultado lo desconocemos, y si fuera positivo le damos crédito a la suerte y en tantas ocasiones a alguna divinidad. El conflicto que se tiene en el momento de tomar una decisión suele desarrollarse en diferentes circunstancias como:

### El estado de ánimo
Los momentos de tristeza, ansiedad, miedo, euforia y cualquier otro, alteran el nivel de percepción de una realidad concreta, y cualquier decisión está determinada por el estado anímico del momento, sería mejor buscar un momento de tranquilidad para elegir con mayor acierto.

### La importancia de la situación
En estas situaciones se maneja gran cantidad de estrés, y más si se desconocen las opciones lo que provoca un desequilibrio emocional.

### El miedo al cambio
Se ha hablado del estado de confort, en el que el individuo prefiere estar en una situación conformista antes de decidir un cambio, por miedo a las consecuencias que le pueda traer dar un paso hacia adelante.

### Múltiples opciones a tomar
En esta situación el individuo no se decide por alguna opción, queriendo posiblemente todo para sí. El egoísmo es otra cara de la indecisión, ya que al querer tenerlo todo asume que todas las opciones están incluidas y descarta todas las decisiones y sacrificios. "El que atiende a dos amos con uno queda mal, y si atiende a todos se queda sin energía ".

### Baja autoestima
Cuando existe una baja autoestima o ignorancia por los derechos más básicos del ser humano, el individuo es susceptible a ser influenciado por otras personas a las que les convenga aprovecharse de él, pues son manipulados en su toma de decisiones.
Incapacidad de vivir el aquí y el ahora, despreciando lo que se tiene, anhelar constantemente lo que no se tiene despreciando lo que si, conlleva a una eterna espera, esa ceguera perpetua, no da opción a elegir porque no deja de ser ilusión.
Suele suceder en personas formadas bajo un patrón de crianza estricto y autoritario por parte de sus padres.

## Las decisiones en el contexto empresarial

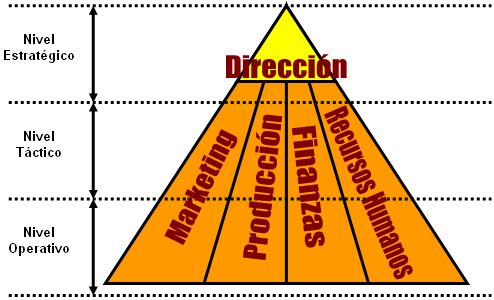
Organización jerárquica y departamental de una empresa.

Partiendo de las definiciones de Hellriegel, Slocum (2004) y Stoner, (2003), la toma de decisiones es una parte importante de la labor del gerente. Sin embargo, cuando un gerente toma una decisión o cuando el coste de buscar y evaluar las alternativas es bajo, el modelo racional proporciona una descripción moderadamente precisa del proceso de decisión. Pero tales situaciones, afirma Robbins (1999), son la excepción. En el ámbito organizacional, la mayoría de las decisiones significativas se realizan mediante el juicio, más que por un modelo prescriptivo definido.
Dado lo anterior, a continuación se establece una visión de cómo se toman realmente la mayoría de las decisiones en las organizaciones, a través de la caracterización de tres modelos de toma de decisión de acuerdo con los criterios establecidos McLeod (2000): el racional, el de racionalidad limitada y el político.
La utilidad de estos modelos reside en que ayudan a identificar la complejidad y variedad de las situaciones para la toma de decisiones en una organización.
En las organizaciones en general y en las empresas en particular suele existir una jerarquía que determina el tipo de acciones que se realizan dentro de ella y, en consecuencia, el tipo de decisiones que se deben tomar, la Ciencia administrativa divide a la empresa en 3 niveles jerárquicos:
1. Nivel estratégico.- Alta dirección; planificación global de toda la empresa.
2. Nivel táctico.- Planificación de los subsistemas empresariales.
3. Nivel operativo.- Desarrollo de operaciones cotidianas (diarias/rutinarias).

Conforme se sube en la jerarquía de una organización, la capacidad para tomar decisiones no programadas o no estructuradas adquiere más importancia, ya que son este tipo de decisiones las que atañen a esos niveles. Por tanto, la mayor parte de los programas para el desarrollo de gerentes pretenden mejorar sus habilidades para tomar decisiones no programadas, por regla general enseñándoles a analizar los problemas en forma sistemática y a tomar decisiones lógicas.
A medida que se baja en esta jerarquía, las tareas que se desempeñan son cada vez más rutinarias, por lo que las decisiones en estos niveles serán más estructuradas (programadas).
Adicionalmente, una organización también estará dividida en varias secciones funcionales, son varias las propuestas de división que se han planteado para una empresa de forma genérica, aunque la más aceptada es la que considera los siguientes departamentos o unidades funcionales:
1. Dirección.
2. Marketing.
3. Producción.
4. Gestión financiera.
5. Recursos humanos.

Las decisiones también serán diferentes, en función de en qué unidad funcional o departamento tengan lugar.

### Modelo Racional
El modelo racional: persigue la constitución de un proceso de elección entre alternativas para maximizar los beneficios de la organización. Incluye una amplia definición del problema, una exhaustiva recopilación y el análisis de los datos, así como una cuidadosa evaluación de las alternativas.
Andreu, en el año (2001), afirma que los criterios de evaluación de alternativas son bien conocidos y supone que la generación e intercambio de información entre individuos es objetiva y precisa. Por tanto, el modelo racional de toma de decisiones se basa 3 suposiciones explícitas:
- Se ha obtenido toda la información disponible relacionada con las alternativas.
- Se pueden clasificar estas alternativas de acuerdo con criterios explícitos.
- La alternativa seleccionada brinda la máxima ganancia posible para la organización (o para quienes toman las decisiones).

Este modelo posee una suposición implícita afirma McLeod (2000) “No existen dilemas éticos en el proceso de toma de decisiones”. Además, desde el punto de vista organizacional existen algunas limitaciones para este modelo:
- Su uso puede requerir bastante tiempo y puede ser que las organizaciones no dispongan de él.
- El uso de recursos humanos puede rebasar cualquier beneficio.
- Este enfoque requiere datos e información que, habitualmente, son difíciles de obtener.
- Si el proceso de toma de decisiones requiere considerable tiempo, estas pueden convertirse en obsoletas.
- Los gerentes pueden verse forzados a actuar si las metas son vagas o contradictorias, llegando así a cambiar las metas establecidas, los criterios o su ponderación si la alternativa más favorecida no resulta ser la primera.

En resumen, se puede sugerir que se utilice el modelo racional en la medida que sea factible, sin esperar que sea la única o ni siquiera la guía principal en la toma de muchas decisiones organizacionales.

### Modelo de racionalidad limitada
El Modelo de Racionalidad Limitada: describe las limitaciones de la racionalidad y pone de manifiesto los procesos de toma de decisiones frecuentemente utilizados por personas y equipos. Este modelo explica la razón por la que diferentes personas o equipos toman decisiones distintas cuando cuentan exactamente con la misma información.
Así, el modelo de racionalidad limitada refleja tendencias individuales o de equipo para:
- Seleccionar una meta o una solución alterna que no sea la mejor.
- Realizar una búsqueda limitada de soluciones alternas.

Las reglas de la decisión desde la perspectiva organizacional, según McLeod (2000), son una parte del modelo de racionalidad limitada. Esto es, proporciona formas rápidas y fáciles de llegar a una decisión sin análisis y búsquedas detalladas. Están escritas y se aplican con facilidad. Ahora bien, su principal desventaja es que se basa en la toma decisiones mediante la construcción de modelos simplificados que extraen las características esenciales de los problemas, sin capturar toda su complejidad.

### Modelo Político
El Modelo Político: describe la toma de decisiones de las personas para satisfacer sus propios intereses. Las preferencias basadas en metas personales egoístas rara vez cambian conforme se adquiere nueva información. Por tanto, la definición de los problemas, la búsqueda y recopilación de datos, el intercambio de información y los criterios de evaluación son sólo métodos utilizados para predisponer el resultado a favor del que toma la decisión.
Las decisiones reflejan según Laudon (2002), la distribución del poder en la organización y la efectividad de las tácticas usadas por gerentes y empleados, determinan el impacto de las decisiones.
El modelo político predomina en las organizaciones en todo el mundo, es decir, prevalece por encima de los dos modelos antes descritos por ser la base de los procedimientos organizacionales establecidos por la alta directiva.
Desde la perspectiva de la práctica gerencial, el modelo político se expresa muy vívidamente en las organizaciones mediante el uso de diversos métodos de influencia, medios por los cuales los individuos o grupos tratan de ejercer el poder o influir en la conducta de otros.
Ahora bien, todas las decisiones están fundamentadas en la información que se tenga a la disposición, lo cual permite establecer un criterio basado en alternativas de solución a un mismo problema. Dado esto, la gerencia para los efectos de toma de decisión organizacional, hace uso de los sistemas de información soportados por la tecnología de la información instalada, los cuales generan información relevante del negocio, que de acuerdo a la estructura jerárquica establece prioridades para su aplicación.

## Estilo de toma de decisiones
Todas las personas que toman una decisión poseen una serie única de características personales que influyen en su resolución del problema. Por ejemplo, en una empresa, el gerente creativo tolerará bien la incertidumbre y ofrecerá diversas alternativas para su decisión en un menor tiempo. La toma de decisiones es el proceso mediante el cual se realiza una elección entre las opciones o formas para resolver diferentes situaciones de la vida en diferentes contextos: a nivel laboral, familiar, personal, sentimental o empresarial (utilizando metodologías cuantitativas que brinda la administración). La toma de decisiones consiste, básicamente, en elegir una opción entre las disponibles para resolver un problema actual o potencial (aun cuando no se evidencie un conflicto latente).
En términos básicos según Herman hesse y Slocum (2004), la toma de decisiones es el “proceso de definición de problemas, recopilación de datos, generación de alternativas y selección de un curso de acción”.
Por su parte, Stoner, (2003) define la toma de decisiones como “el proceso para identificar y solucionar un curso de acción para resolver un problema específico”.
La toma de decisiones a nivel individual se caracteriza por el hecho de que una persona haga uso de su razonamiento y pensamiento para elegir una solución a un problema que se le presente en la vida; es decir, si una persona tiene un problema, deberá ser capaz de resolverlo individualmente tomando decisiones con ese específico motivo.
En la toma de decisiones importa la elección de un camino a seguir, por lo que en una etapa anterior deben evaluarse alternativas de acción. Si estas últimas no están presentes, no existirá decisión. Para tomar una decisión, cualquiera que sea su naturaleza, es necesario conocer, comprender, analizar un problema, para así poder darle solución. En algunos casos, por ser tan simples y cotidianos, este proceso se realiza de forma implícita y se soluciona muy rápidamente, pero existen otros casos en los cuales las consecuencias de una mala o buena elección pueden repercutir en la vida y si es en un contexto laboral en el éxito o fracaso de la organización, para los cuales es necesario realizar un proceso más estructurado que puede dar más seguridad e información para resolver el problema, evaluándolas de un modo diferente al de otro gerente con una personalidad más conservadora y menos propenso a aceptar riesgos. Teniendo en cuenta esta información, los investigadores han tratado de identificar los diferentes estilos para tomar decisiones.
El supuesto básico del modelo de la toma de decisiones reside en reconocer que las personas difieren en dos dimensiones:
La primera es la forma de pensar. A la hora de tomar una decisión, hay personas que lo hacen con una mayor lógica y racionalidad, procesando la información de forma secuencial. Sin embargo, otras personas se enfrentan a este proceso de forma más creativa e intuitiva, contemplando una perspectiva más amplia.
La segunda dimensión hacer referencia a la tolerancia a la ambigüedad que toleran las personas. En aquellas situaciones donde el individuo, para tomar la decisión, requiera de mucha coherencia y orden en la información, el grado de tolerancia a la ambigüedad es mínimo. En contraposición, en aquellas personas capaces de procesar multitud de información al mismo tiempo, asumiendo con ello un importante grado de incertidumbre, la tolerancia a la ambigüedad es elevada.
Teniendo en cuenta estas dos dimensiones, Stephen P. Robbins (Supervision Today, Prentice Hall, Upper Saddle River, NJ, 1995) desarrolló un diagrama donde aparecen los cuatro estilos para la toma de decisiones.

### Estilo directivo
El estilo directivo para la toma de decisiones se caracteriza por una baja tolerancia a la ambigüedad y un modo de pensar totalmente racional. En este estilo se sitúan aquellas personas con un alto grado de razonamiento lógico, capaces de tomar decisiones rápidas, enfocadas a corto plazo. Su eficacia y rapidez en la toma de decisiones permite adoptar una solución con información mínima y evaluando pocas alternativas.

### Estilo analítico
El estilo analítico para tomar decisiones se caracteriza por una mayor tolerancia a la ambigüedad que los tipos directivos, combinado con una forma de pensar totalmente racional. Estas personas precisan de más información antes de tomar una decisión, considerando y analizando más alternativas. Los individuos situados en este estilo analítico se caracterizan por su capacidad para adaptarse o afrontar situaciones únicas.

### Estilo conceptual
El estilo conceptual para tomar decisiones engloba a personas con una gran tolerancia a la ambigüedad y un modo de pensar intuitivo. Estas personas se caracterizan por tener una amplia capacidad para procesar información desde una perspectiva extensa y una elevada capacidad analítica tratando de analizar muchas alternativas. Se enfocan en el largo plazo y con frecuencia buscan soluciones creativas a los problemas.

### Estilo conductual
El estilo conductual representa a aquellas personas cuyo modo de pensar es de manera intuitiva pero cuyo grado de tolerancia a la ambigüedad es bajo. Estas personas trabajan bien con otras, están abiertas a las sugerencias y se preocupan por los que trabajan con ellas. La aceptación de los demás es importante para los de este estilo de toma de decisiones.
Los cuatro estilos para tomar decisiones podrían considerarse independientes unos de otros. Sin embargo, es fácil detectar que una toma de decisiones es el proceso mediante el cual se realiza una elección entre las opciones o formas para resolver diferentes situaciones de la vida en diferentes contextos: a nivel laboral, familiar, personal, sentimental o empresarial (utilizando metodologías cuantitativas que brinda la administración). La toma de decisiones consiste, básicamente, en elegir una opción entre las disponibles para resolver un problema actual o potencial (aun cuando no se evidencie un conflicto latente).
En términos básicos según Hellriegel, y Slocum (2004) es el “proceso de definición de problemas, recopilación de datos, generación de alternativas y selección de un curso de acción”.
Por su parte, Stoner, (2003) define la toma de decisiones como “el proceso para identificar y solucionar un curso de acción para resolver un problema específico”.
La toma de decisiones a nivel individual se caracteriza por el hecho de que una persona haga uso de su razonamiento y pensamiento para elegir una solución a un problema que se le presente en la vida; es decir, si una persona tiene un problema, deberá ser capaz de resolverlo individualmente tomando decisiones con ese específico motivo.
En la toma de decisiones importa la elección de un camino a seguir, por lo que en una etapa anterior deben evaluarse alternativas de acción. Si estas últimas no están presentes, no existirá decisión. Para tomar una decisión, cualquiera que sea su naturaleza, es necesario conocer, comprender, analizar un problema, para así poder darle solución. En algunos casos, por ser tan simples y cotidianos, este proceso se realiza de forma implícita y se soluciona muy rápidamente, pero existen otros casos en los cuales las consecuencias de una mala o buena elección pueden tener repercusiones en la vida y si es en un contexto laboral en el éxito o fracaso de la organización, para los cuales es necesario realizar un proceso más estructurado que puede dar más seguridad e información para resolver el problema. Al iindividuo con un estilo dominante le convendría poseer características de los otros tres estilos como posibles alternativas para una mejor resolución a una situación concreta.
La toma de decisiones se define como un proceso cognitivo en el que se realiza una elección entre posibles alternativas, incluso cuando se trate solo de una alternativa posible hay otra potencial: “la inacción”, el no actuar.

## Situaciones o contextos de decisión
Las situaciones, ambientes o contextos en los cuales se toman las decisiones se pueden clasificar según el conocimiento y control que se tenga sobre las variables que intervienen o influencian el problema, ya que la decisión final o la solución que se tome va a estar condicionada por dichas variables.

### Ambiente de certeza
En este contexto se tiene conocimiento total sobre el problema (información exacta, medible y confiable acerca del resultado de cada una de las alternativas consideradas), y las opciones de solución que se planteen van a causar siempre resultados conocidos e invariables. Al tomar la decisión sólo se debe pensar en la opción que genere mayor beneficio.
Ante un ambiente de certeza o certidumbre, los individuos poseen plena información sobre el problema, las soluciones alternativas son obvias y los posibles resultados de cada decisión son claros. En estas condiciones, los individuos pueden prever e incluso controlar los hechos y resultados al disponer de un adecuado conocimiento y una clara definición tanto del problema como de las soluciones alternativas. En este contexto, la toma de decisiones es relativamente fácil. El responsable de la toma de decisión elige la solución que aporte el mejor resultado potencial. No obstante, no hay que olvidar que un problema puede tener muchas posibles soluciones, y calcular los resultados esperados de todas ellas puede ser extremadamente lento y costoso.
Por ejemplo, el agente de compras de una imprenta tiene que decidir sobre varios proveedores de papel, con el objeto de conseguir papel de calidad estándar a un menor precio y mejor servicio. En esta situación el encargado de la compra poseerá información sobre los diferentes distribuidores y únicamente tendrá que estudiar minuciosamente las posibles alternativas hasta conseguir su objetivo.

### Ambiente de riesgo
Se podría definir riesgo como la probabilidad de que suceda un evento, impacto o consecuencia adversa. En el proceso de toma de decisiones bajo riesgo el decisor tiene información completa para solucionar el problema, es decir, tiene conocimiento del mismo, conoce las posibles soluciones, pero no es capaz de diagnosticar con certeza el resultado de alguna alternativa, aun contando con suficiente información como para prever la probabilidad que tenga para llevarnos a un estado de cosas deseado.
En este tipo de decisiones, las posibles opciones de solución tienen cierta probabilidad conocida de generar un resultado. En estos casos se pueden usar modelos matemáticos o también el decisor puede hacer uso de la probabilidad objetiva o subjetiva para estimar el posible resultado.
La probabilidad objetiva es la posibilidad de que ocurra un resultado basándose en hechos concretos, puede ser cifras de años anteriores o estudios realizados para este fin. En la probabilidad subjetiva se determina el resultado basándose en opiniones y juicios personales e individuales de cada persona.
Los principales criterios de decisión empleados sobre tablas de decisión en ambiente de riesgo son:
- Criterio del valor esperado
- Criterio de mínima varianza con media acotada
- Criterio de la dispersión
- Criterio de la probabilidad máxima

### Ambiente de incertidumbre
Se posee información deficiente para tomar la decisión, no se tiene ningún control sobre la situación, no se conoce como puede variar o la interacción de la variables del problema, se pueden plantear diferentes opciones de solución pero no se le puede asignar probabilidad a los resultados que arrojen. Por esto, se le llama "incertidumbre sin probabilidad".
Con base en lo anterior, hay dos clases de incertidumbre:
- Estructurada: No se sabe qué puede ocurrir entre diferentes opciones, pero sí se conoce que puede ocurrir entre varias posibilidades.
- No estructurada: No se sabe qué puede ocurrir ni las probabilidades para las posibles soluciones, es decir, se desconoce totalmente lo que puede ocurrir en un caso determinado en la vida.

## Proceso de toma de decisiones
La separación del proceso en etapas puede ser tan resumida o tan extensa como se desee, pero podemos identificar principalmente las siguientes etapas:

### Identificar y analizar el problema
Esta etapa consiste en comprender la condición del momento y de visualizar la condición deseada, es decir, encontrar el problema y reconocer que se debe tomar una decisión para llegar a la solución de este. El problema puede ser actual, porque existe una brecha entre la condición presente real y la deseada, o potencial, porque se estima que dicha brecha existirá en el futuro.
En la identificación del problema es necesario tener una visión clara y objetiva, y tener bien claro el término alteridad, es decir escuchar las ideologías de los demás para así poder formular una posible solución colectiva al problema.
Para ello es Imprescindible la formulación de la pregunta inicial, pues constituye el punto de partida de toda decisión.
el mundo de los negocios se ve abrumado por un número infinito de decisiones que han de ser tomadas a cada momento y que, en gran medida, determinarán el rumbo que tomen las empresas. De este modo, la información que se obtiene debe ser rica, variada y relevante, a la vez que debe provenir de diversas fuentes y a través de formas distintas (verbales, estadísticas, datos, etc.)
Y dentro de este ámbito, los métodos cuantitativos se tornan como algunas de las herramientas más confiables a la hora de basar una decisión gracias a su capacidad de gestionar, procesar y analizar datos de manera rápida y eficaz

### Identificar los criterios de decisión y ponderarlos
Véase también criterio.
Consiste en identificar aquellos aspectos que son relevantes al momento de tomar la decisión, es decir, aquellas pautas de las cuales depende la decisión que se tome.
La ponderación, es asignar un valor relativo a la importancia que tiene cada criterio en la decisión que se tome, ya que todos son importantes pero no de igual forma.
Muchas veces, la identificación de los criterios no se realiza en forma consciente previa a las siguientes etapas, sino que las decisiones se toman sin explicitar los mismos, a partir de la experiencia personal de los tomadores de decisiones. En la práctica, cuando se deben tomar decisiones muy complejas y en particular en grupo, puede resultar útil explicitarlos, para evitar que al momento de analizar las opciones se manipulen los criterios para favorecer a una u otra opción de solución óptima.

### Definir la prioridad para atender el problema
La definición de la prioridad se basa en el impacto y en la urgencia que se tiene para atender y resolver el problema. Esto es, el impacto describe el potencial al cual se encuentra vulnerable, y la urgencia muestra el tiempo disponible que se cuenta para evitar o al menos reducir este impacto.

### Generar las opciones de solución
Consiste en desarrollar distintas posibles soluciones al problema. Si bien no resulta posible en la mayoría de los casos conocer todos los posibles caminos que se pueden tomar para solucionar el problema, cuantas más opciones se tengan va a ser mucho más probable encontrar una que resulte satisfactoria.
De todos modos, el desarrollo de un número exagerado de opciones puede tornar la elección sumamente dificultosa, y por ello tampoco es necesariamente favorable continuar desarrollando opciones en forma indefinida.
Para generar gran cantidad de opciones es necesaria una cuota importante de creatividad. Existen diferentes técnicas para potenciar la creatividad, tales como la lluvia de ideas, las relaciones forzadas, etcétera.
En esta etapa es importante la creatividad de los tomadores de decisiones.

### Evaluar las opciones
Consiste en hacer un estudio detallado de cada una de las posibles soluciones que se generaron para el problema, es decir mirar sus ventajas y desventajas, de forma individual con respecto a los criterios de decisión, y una con respecto a la otra, asignándoles un valor ponderado.
Como se explicó antes según los contextos en los cuales se tome la decisión, esta evaluación va a ser más o menos exacta.
Existen herramientas, en particular para la administración de empresas para evaluar diferentes opciones, que se conocen como métodos cuantitativos.
En esta etapa del proceso es importante el análisis crítico como cualidad del tomador de decisiones.

### Selección de la mejor opción
En este paso se escoge la opción que según la evaluación va a obtener mejores resultados para el problema.
Existen técnicas (por ejemplo, análisis jerárquico de la decisión) que nos ayudan a valorar múltiples criterios.
Los siguientes términos pueden ayudar a tomar la decisión según el resultado que se busque:
- Maximizar: Tomar la mejor decisión posible.
- Satisfacer: Elegir la primera opción que sea mínima mente aceptable satisfaciendo de esta forma una meta u objetivo buscado.
- Optimizar: La que genere el mejor equilibrio posible entre distintas metas.

### Aplicación de la decisión
Poner en marcha la decisión tomada para así poder evaluar si la decisión fue o no acertada. La implementación probablemente derive en la toma de nuevas decisiones, de menor importancia.

### Evaluación de los resultados
Después de poner en marcha la decisión es necesario evaluar si se solucionó o no el problema, es decir si la decisión está teniendo el resultado esperado o no.
Si el resultado no es el que se esperaba se debe mirar si es porque debe darse un poco más de tiempo para obtener los resultados o si definitivamente la decisión no fue la acertada, en este caso se debe iniciar el proceso de nuevo para hallar una nueva decisión.
El nuevo proceso que se inicie en caso de que la solución haya sido errónea, contará con más información y se tendrá conocimiento de los errores cometidos en el primer intento.
Además se debe tener conciencia de que estos procesos de decisión están en continuo cambio, es decir, las decisiones que se tomen continuamente van a tener que ser modificadas, por la evolución que tenga el sistema o por la aparición de nuevas variables que lo afecten.

### Procesos cognitivos implicados en la toma de decisiones
Al igual que en el pensamiento crítico en la toma de decisiones se utilizan ciertos procesos cognitivos como:
1. Observación: Analizar el objetivo, examinar atentamente y recato, atisbar. Inquirir, investigar, escudriñar con diligencia y cuidado algo. Observar es aplicar atentamente los sentidos a un objeto o a un fenómeno, para estudiarlos tal como se presentan en realidad, puede ser ocasional o casualmente.
2. Comparación: Relación de semejanza entre los asuntos tratados. Fijar la atención en dos o más objetos para descubrir sus relaciones o estimar sus diferencias o semejanza. Símil teórica.
3. Codificación: Auto conocerse, conocer quien soy, quienes somos y clarificar valores. Hacer o formar un cuerpo de leyes metódico y sistemático. Transformar mediante las reglas de un código la formulación de un mensaje.
4. Organización: Curso de acción más responsable, evaluar opciones para elegir el curso de acción más responsable. Disposición de arreglo u orden. Regla o modo que se observa para hacer las cosas.
5. Clasificación: Ordenar disponiendo por clases/categorías. Es un ordenamiento sistemático de algo.
6. Resolución: Implementación de la toma de decisiones. Término o conclusiones de un problema, parte en que se demuestran los resultados.
7. Evaluación: Hacer el señalamiento del rango. Análisis y reflexión de los anteriores razonamientos y las conclusiones.
8. Retroalimentación (feedback): Evaluación de los resultados obtenidos, el proceso de compartir observaciones, preocupaciones y sugerencias, con la intención de recabar información, a nivel individual o colectivo, para intentar mejorar el funcionamiento de una organización o de cualquier grupo formado por seres humanos. Para que la mejora continua sea posible, la retroalimentación tiene que ser pluridireccional, es decir, tanto entre iguales como en el escalafón jerárquico, en el que debería funcionar en ambos sentidos, de arriba para abajo y de abajo para arriba.

## La información como materia prima
El proceso de toma de decisiones utiliza como materia prima información. Esta es fundamental, ya que sin ella no resultaría posible evaluar las opciones existentes o desarrollar opciones nuevas.
En las organizaciones, que se encuentran sometidas constantemente a la toma de decisiones, la información adquiere un rol fundamental, y por ello un valor inigualable.
Para procesar los datos de la organización y transformarlos en información, es fundamental el sistema de información, dentro de los cuales se encuentra la contabilidad.
Además de los sistemas de información, existen sistemas diseñados especialmente para ayudar a transitar el proceso de toma de decisiones, que se conocen como sistemas de soporte a decisiones o sistemas de apoyo a la decisión.

## Sesgos cognitivos en la toma de decisiones
Los sesgos cognitivos son fenómenos psicológicos, normalmente involuntarios, que dificultan el procesamiento de la información y pueden acarrear equivocaciones de distinto grado en la toma de decisiones. Estos patrones de pensamiento pueden conducir a errores sistemáticos como los siguientes:
- Sesgo de confirmación: es la propensión a interpretar la información nueva que le llega a una persona tomando como referencia las creencias o convicciones que ya posee. De esta forma, se rechazan los datos y hechos que no concuerdan con decisiones u opiniones previas.

- Sesgo de autoridad: es la tendencia a ver los consejos de los expertos (o los que así se autodenominan) como si fueran verdades indiscutibles.[2] También se produce este sesgo cuando se obedece a la autoridad (en el amplio sentido del término), incluso en aquello que moral o racionalmente carece de sentido.

- Pensamiento de grupo: este sesgo se produce cuando un grupo de personas toma una decisión por consenso, pero hay personas que no están de acuerdo aunque evitan expresar sus objeciones. Las causas para no expresar las discrepancias pueden ser muy variadas, pero suelen tener su raíz en el miedo (a la autoridad, a la crítica, al rechazo social, a equivocarse...).

- La adaptación hedonista: una vez que se experimentan cambios importantes (positivos o negativos) en cualquier ámbito de la vida el nivel de bienestar de las personas tiende a estabilizarse.[3] Debido a esta circunstancia con frecuencia se toman decisiones erróneas debido a un estado emocional transitorio que impide ponderar adecuadamente las distintas alternativas existentes.

- Efecto halo: este sesgo cognitivo aparece cuando una persona se deja deslumbrar por un hecho particular que le lleva a deducir las características de otros hechos en principio no relacionados. Así, por ejemplo, una única cualidad de una persona (belleza) puede ofrecer una impresión positiva que lleve a pensar que esa persona también es inteligente (aunque resulta evidente que no existe correlación entre belleza e inteligencia). En el mundo del marketing se utiliza con frecuencia el efecto halo para influir en la mente de los consumidores, lo que puede dificultar la toma de decisiones racional.[4]

- Disonancia cognitiva: en ocasiones, lo que una persona se propone y la decisión que toma no coinciden. Suele tratarse de un auto engaño o incoherencia, como, por ejemplo, cuando alguien se equivoca al comprar un producto, pero ante sus amistades habla bien de las prestaciones de ese objeto por miedo a reconocer el error y ser ridiculizado por haberlo comprado. El hecho de mantener al mismo tiempo dos pensamientos que están en conflicto puede mermar la capacidad de una persona para tomar decisiones adecuadas.